# ژرژ تیونیس
ژرژ امیل لئونارد تیونیس (انگلیسی: Georges Emile Léonard Theunis; ۲۸ فوریهٔ ۱۸۷۳ – ۴ ژانویهٔ ۱۹۶۶) یک سیاستمدار اهل بلژیک بود. وی دو دوره از ۱۶ دسامبر ۱۹۲۱ تا ۱۳ مه ۱۹۲۵ و سپس از ۲۰ نوامبر ۱۹۳۴ تا ۲۵ مارس ۱۹۳۵ نخست‌وزیر این کشور بود.
ژرژ تیونیس در ۴ ژانویه ۱۹۶۶، در سن ۹۲ سالگی درگذشت.